# Volleybalvereniging Apollo 8 2022-2023
Questa voce raccoglie le informazioni riguardanti il Volleybalvereniging Apollo 8 nelle competizioni ufficiali della stagione 2022-2023.

## Stagione
Il Volleybalvereniging Apollo 8 partecipa alla stagione 2022-23 senza alcuna denominazione sponsorizzata.
In Eredivisie, dopo il secondo posto in regular season, si ferma alla Pool scudetto, dove si classifica al quinto posto; in Coppa dei Paesi Bassi, invece, raggiunge i quarti di finale.
In Challenge Cup invece raggiunge i trentaduesimi di finale.

## Organigramma societario
Area direttiva
- Presidente: Martin Reesink
- Team manager: Roy van den Berg
- Manager: Gijs Adams

Area tecnica
- Primo allenatore: Bart Oosting, Thijs Oosting
- Assistente allenatore: Jeroen Gouma
- Scoutman: Maarten Hulsman

Area medica
- Fisioterapista: Roderik Möller

## Rosa
| N° | Nome                | Ruolo | Data di nascita  | Nazionalità sportiva |
| -- | ------------------- | ----- | ---------------- | -------------------- |
| 1  | Lisa Louwrink       | O     | 3 agosto 2004    | Paesi Bassi          |
| 2  | Charlotte Haar      | P     | 12 maggio 1999   | Paesi Bassi          |
| 3  | Marit Zander        | P     | 11 febbraio 2005 | Paesi Bassi          |
| 4  | Jorieke Bodde       | O     | 5 maggio 1996    | Paesi Bassi          |
| 5  | Lotte van der Horst | S     | 8 dicembre 1988  | Paesi Bassi          |
| 6  | Marije ten Brinke   | C     | 19 aprile 2004   | Paesi Bassi          |
| 7  | Elyne Nijhuis       | C     | 9 giugno 2003    | Paesi Bassi          |
| 8  | Pippa Molenaar      | L     | 31 maggio 1995   | Paesi Bassi          |
| 9  | Eline Rohaan        | S     | 9 giugno 2003    | Paesi Bassi          |
| 10 | Carlijn Koebrugge   | C     | 7 gennaio 1998   | Paesi Bassi          |
| 11 | Noa Krikhaar        | L     | 14 giugno 2006   | Paesi Bassi          |
| 12 | Rianne Vos          | S     | 12 agosto 2000   | Paesi Bassi          |
| 14 | Jette Kuipers       | S     | 23 luglio 2002   | Paesi Bassi          |
| 16 | Roos Wessels        | C     | 2 febbraio 2006  | Paesi Bassi          |

## Statistiche

### Statistiche di squadra
| Competizione          | Punti | In casa | In casa | In casa | In trasferta | In trasferta | In trasferta | Totale | Totale | Totale |
| Competizione          | Punti | G       | V       | P       | G            | V            | P            | G      | V      | P      |
| --------------------- | ----- | ------- | ------- | ------- | ------------ | ------------ | ------------ | ------ | ------ | ------ |
| Eredivisie            | 42/14 | 14      | 8       | 6       | 15           | 11           | 4            | 29     | 19     | 10     |
| Coppa dei Paesi Bassi | -     | 0       | 0       | 0       | 2            | 1            | 1            | 2      | 1      | 1      |
| Challenge Cup         | -     | 1       | 1       | 0       | 1            | 0            | 1            | 2      | 1      | 1      |
| Totale                | -     | 15      | 9       | 6       | 18           | 12           | 6            | 33     | 21     | 12     |

Nel computo è incluso l'incontro successivamente annullato contro l'Eurosped.

### Statistiche delle giocatrici
| Giocatrice       | Challenge Cup | Challenge Cup | Challenge Cup | Challenge Cup | Challenge Cup |
| Giocatrice       | P             | PT            | AV            | MV            | BV            |
| ---------------- | ------------- | ------------- | ------------- | ------------- | ------------- |
| J. Bodde         | 2             | 25            | 22            | 3             | 0             |
| C. Haar          | 2             | 1             | 0             | 1             | 0             |
| C. Koebrugge     | 2             | 8             | 3             | 3             | 2             |
| N. Krikhaar      | 0             | 0             | 0             | 0             | 0             |
| J. Kuipers       | 2             | 21            | 19            | 1             | 1             |
| L. Louwrink      | 1             | 0             | 0             | 0             | 0             |
| P. Molenaar      | 2             | 0             | 0             | 0             | 0             |
| E. Nijhuis       | 2             | 0             | 0             | 0             | 0             |
| E. Rohaan        | 1             | 0             | 0             | 0             | 0             |
| M. ten Brinke    | 2             | 18            | 12            | 5             | 1             |
| L. van der Horst | 2             | 12            | 10            | 2             | 0             |
| R. Vos           | 2             | 6             | 6             | 0             | 0             |
| R. Wessels       | 0             | 0             | 0             | 0             | 0             |
| M. Zander        | 2             | 2             | 0             | 0             | 2             |

P = presenze; PT = punti totali; AV = attacchi vincenti; MV = muri vincenti; BV = battute vincenti

NB: Non sono disponibili i dati relativi alla Eredivisie e alla Coppa dei Paesi Bassi